# Vormingsklas

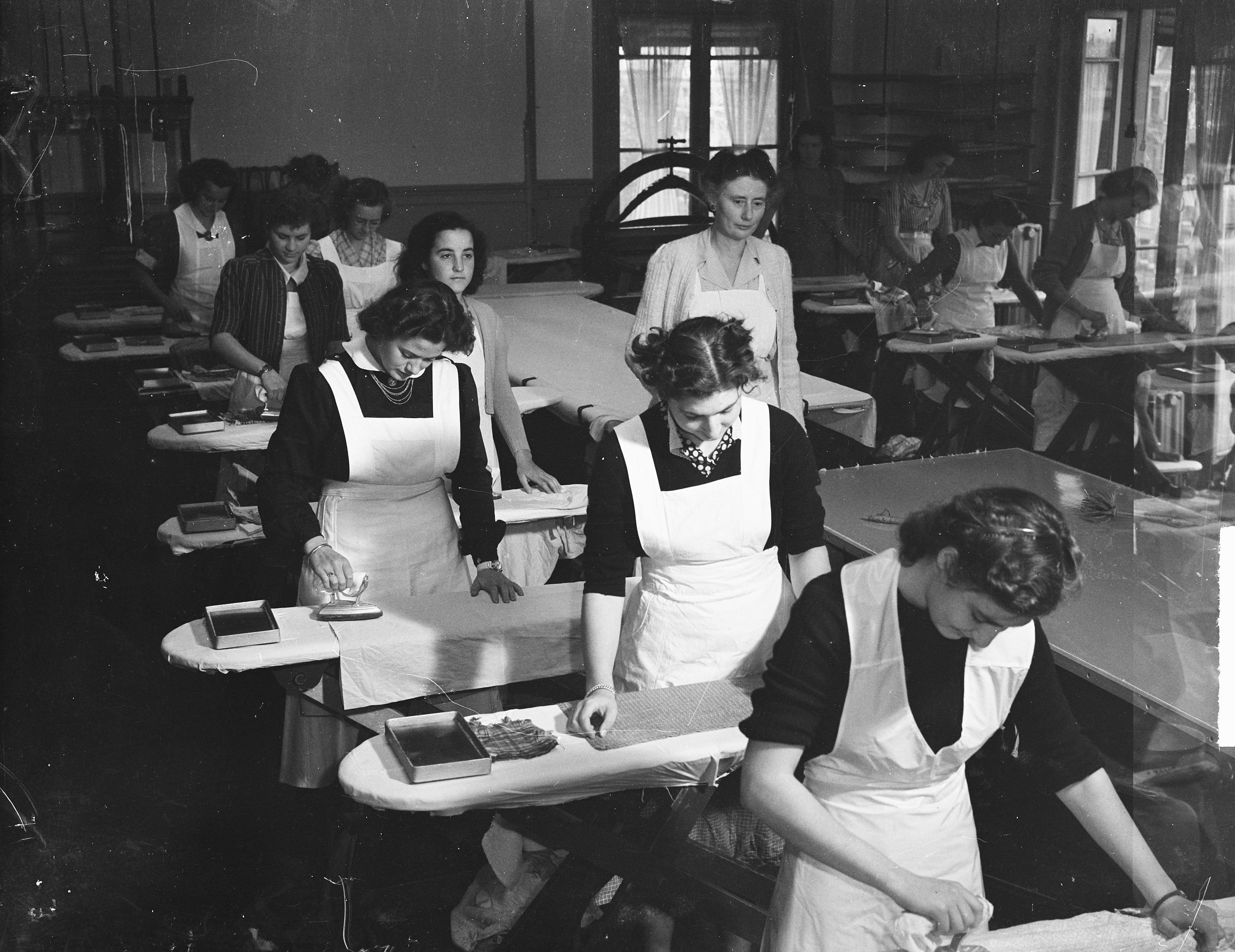
Meisjes krijgen les in strijken op de Amsterdamse Huishoudschool, 1948

De vormingsklas voor algemeen huishoudelijk onderwijs was een eenjarige opleiding in Nederland voor meisjes die een voorbereiding was een andere opleiding, maar in de praktijk vaak opleidde tot "huisvrouw", omdat de meisjes van hun ouders geen verdere opleiding mochten volgen. De opleiding was bedoeld voor meisjes met een ULO- of MULO-diploma. De vormingsklas was meestal verbonden aan een huishoudschool. De vormingsklas bestond van ten minste 1928 en werd in de jaren 1980 waarschijnlijk opgeheven. In 1976 volgden 4.535 meisjes deze opleiding.
De vormingsklas gaf onder andere toelating tot een opleiding als huishoudkundige, kinderverzorgster en diëtiste.
De vormingsklas was ook verplicht voor meisjes die een opleiding tot lerares wilden gaan volgen, nadat ze de 5- of 6-jarige HBS, de middelbare meisjesschool of het gymnasium hadden doorlopen. Het onderwijs in de vormingsklas was echter niet op deze categorie meisjes ingesteld. Daarom besloot de toenmalige minister van Onderwijs, I.A. Diepenhorst, in 1967 om een vormingsklas met verzwaard leerplan in te voeren, waarvan het getuigschrift recht gaf op plaatsing in het tweede leerjaar van de leraresopleiding. Dit was een tijdelijke situatie, want later werd een HAVO-vooropleiding voldoende voor de leraresopleiding. De leraresopleidingen die meisjes konden gaan volgen na de vormingsklas was bijvoorbeeld lerares naaldvakken, huishoudkunde, koken en kinderverzorging en opvoeding.

## Vakkenpakket
Het vakkenpakket aan scholen was voor de invoering van de Mammoetwet nog niet strak gedefinieerd. Zo kregen de meisjes in Amersfoort les in voedingsleer, scheikunde, het opzetten van een huishouden, het inrichten van een huis, het gebruik van een huishoudboekje, strijken, wasbehandeling, tekenen, EHBO en handenarbeid.
De vormingsklas kreeg na 1969 "differentiaties" A en V. A was gericht op de praktische vakken, V had de nadruk op theoretische vakken. Leerlingen aan "differentiatie V" kregen 15 wekelijkse lessen in de algemene vakken, en daarnaast 4 lessen per week voor zorg- en de naaldvakken, 3 lessen per week handenarbeid, kinderverzorging en opvoeding. Daarnaast konden 6 lessen per week besteed worden aan nog meer zorgvakken, naaldvakken, stofversieren, tekenen, kinderverzorging en -opvoeding en beroepenoriëntatie.

## Personen
Enkele bekende vrouwen die de vormingsklas volgden:
- Mensje van Keulen[11]
- Tineke Netelenbos
- Johanna Geertruida van Cittert-Eymers[12]